# Elżbieta Skowrońska (siatkarka)
Elżbieta Skowrońska z d. Nykiel (ur. 6 lipca 1983 w Dębicy) – polska siatkarka grająca na pozycji przyjmującej, reprezentantka Polski. Kapitan Kadry B.

## Kariera
Pierwszym klubem  w jej karierze była Wisłoka Dębica. Z Wisłoki trafiła do Muszynianki Muszyna, gdzie jako młodziczka wspomagała ten zespół. Wraz z zespołem zakwalifikowała się do mistrzostw Polski. Na tych mistrzostwach Polski jej dobrą grę dostrzegł trener SMS-u Andrzej Peć i zaprosił ją do Szkoły Mistrzostwa Sportowego. Odkąd rozpoczęła grę i naukę w Sosnowcu była regularnie powoływana do reprezentacji Polski kadetek i juniorek. Po ukończeniu tej szkoły przeniosła się do występującego w najwyższej klasie rozgrywkowej, zespołu Stali Mielec. Spędziła tam cztery lata. Razem z klubem dotarła do ¼ finału Pucharu Konfederacji CEV oraz zdobyła brązowy medal mistrzostw Polski. Następnie podpisała roczny kontrakt z BKS Stalą Bielsko-Biała. W sezonie 2005/2006 reprezentowała barwy klubu AZS AWF Poznań. Po sezonie odeszła z zespołu i zasiliła szeregi AZS-u Białystok.  Następnie podpisała dwuletni kontrakt z Energą Gedanią Gdańsk. W klubie była niekwestionowaną liderką oraz kapitanem zespołu w sezonie 2008/2009. Po wygaśnięciu umowy postanowiła jej nie przedłużać. Wpływ na tę decyzję miały niewątpliwie kłopoty finansowe klubu.  Jej dobra gra została dostrzeżona przez selekcjonera reprezentacji Polski – Jerzego Matlaka, który powołał zawodniczkę do szerokiej kadry. Po sezonie reprezentacyjnym podpisała kontrakt z Muszynianką Muszyna. Z klubem zdobyła SuperPuchar oraz wicemistrzostwo kraju. Jednak tylko jako rezerwowa. Fakt, iż nie pełniła pierwszoplanowej roli w klubie wpłynął na decyzję o przeniesieniu się do Tauronu MKS-u Dąbrowy Górniczej. W klubie z Dąbrowy Górniczej spędziła cztery sezony, zdobywając dwa Puchary i Superpuchary Polski oraz srebrny i brązowy medal Mistrzostw Polski. W sezonie 2017/2018 broniła barw zespołu hiszpańskiej  ekstraligi Arona Tenerife Sur. W połowie kwietnia 2018 świętowała brązowy medal hiszpańskiej ekstraklasy, ponadto jej drużyna Arona Tenerife Sur dostała się do finału Pucharu Hiszpanii, przegrywając w nim z przyszłym triumfatorem ligi, Minis Arluy Logrono.
27 lipca 2011 trener kadry B – Rafał Błaszczyk powołał ją na XXVI Letnią Uniwersjadę, która odbyła się w chińskim mieście Shenzhen. Pełniła funkcję kapitana drużyny.  Podczas XXVI Letniej Uniwersjady Polki zajęły 5. miejsce, a Skowrońska zagrała we wszystkich meczach, w wyjściowym składzie – z Kanadą (3:0), Francją (3:0), Tajwanem (3:0), Japonią (1:3), Tajlandią (3:0) i Ukrainą (3:2).
W sezonie 2011/2012 zdobyła z klubem Puchar oraz brązowy medal mistrzostw Polski.
W 2009 roku wystąpiła w 5 spotkaniach reprezentacji Polski.
W 2012 roku otrzymała powołanie do kadry, prowadzonej przez Alojzego Świderka. Została również zgłoszona do rozgrywek Grand Prix. Dotychczas w seniorskiej reprezentacji wystąpiła 16 razy(stan na koniec 2014).

## Sukcesy klubowe
Ekstraliga hiszpańska:
- 2018

Mistrzostwo Polski:
- 2010, 2013
- 2004, 2012

Superpuchar Polski:
- 2009, 2012, 2013

Puchar Polski:
- 2012, 2013

## Nagrody indywidualne
- 2012: Najlepsza przyjmująca Pucharu Polski
- 2013: MVP Pucharu Polski